# 伊従直子
伊従 直子（いより なおこ）は、ベリス・メルセス宣教修道女会のシスター、神学者、聖書学者｡
伊従直子は東京都出身。専攻は史学。日米外交史で学士、中世教会史で修士を取得。
スペインの教皇庁立サラマンカ大学神学部司牧神学研究所、英国のマンチェスター大学大学院宗教・文化・ジェンダー研究所で客員研究者を務める。
神学者・聖書学者として、聖職から女性が排除されてきた歴史について研究してきた。

## 著訳書
- 『スラム民衆生活誌』共著、明石書店、1984年。
- 『アジアの開発・民衆レポート』明石書店、1990年。
- 『アジアの民主化と女たち』明石書店、1994年。
- 『共生・参画時代の女性学､第6章「アジアの女性たち」』西村絢子(編)、ナカニシヤ出版、1996年。
- 『グアテマラ先住民の女たち』伊従直子(訳)、明石書店、1997年。
- 『創造と環境』ヘルデル・カマラ(著)・伊従直子(訳)、フリープレス、1998年。